# Illa de Laraq
L'illa de Laraq, també designada Larak, Lark, Jasak o Jesaq, es troba a la costa iraniana a l'estret d'Ormuz, al sud de l'illa d'Ormuz i a l'est de la de Qeshm, centre d'exportacions del petroli iranià a partir del 1987. La seva superfície és de 49 km². L'única població, Laraq, es troba al nord-est de l'illa.
El canal que la separa de Qeshm té uns 10 km (5,5 km al punt més estret). Fins a l'illa d'Ormuz hi ha 18 km. Té una forma oval i mesura 10 km per 6,5 km. No té vegetació excepte algunes palmeres. El seu punt més alt és a 158 metres. A l'oest hi ha els pous de Salmit, únic punt d'aigua que és proveïda per cisternes. Hi viuen gaseles i conills que mengen una planta espinosa de nom kittaw. El seu nom vol dir Petita Lar, i hauria estat confosa amb l'illa de Lar al segle x. L'illa estava habitada abans dels musulmanes, amb una població considerable i que va construir obres d'irrigació i va deixar moltes tombes. Entre les ruïnes una fortalesa quadrangular similar a la de l'illa de Qeshm.
Lorimer a la Gazetteer senyala dos forts del Golf Pèrsic: el de Kharabistan a l'interior (Larak-i Kuhi) i el de Labtiyab a la costa nord. Lorimer diu que aquest darrer era portuguès però Curzon diu que era holandès. Iktidari diu que les kales de l'illa i de la de Qeshm són portugueses, i holandesa la de l'illa de Khamir. Queden restes de l'estació telegràfica de la Companyia Britànica de les Índies Orientals. El moll era apreciat pels mariners portuguesos que l'anomenaven Lareca (Lareka).

## Història
Una illa de nom Jasak al golf Pèrsic és esmentada per Yaqut ibn Abd-Al·lah ar-Rumí al-Hamawí (1179-1229) i per al-Qazwini, i probablement correspon a la moderna illa de Laraq. Al segle xiii pertanyia al príncep de l'illa de Kis o Kish, a l'oest de Qeshm. Al començament del segle xvi fou ocupada pels portuguesos. Els portuguesos van utilitzar el seu moll com a base el febrer de 1625 en un intent de recuperar Ormuz. El 1696 s'hi va aturar l'ambaixador Pereira Fidalgo. El 1717 fou ocupada pel sultà de Masqat amb l'ajut dels Qasimi i àrabs de Qatar. Llavors estava habitada per àrabs i hi paraven els vaixells que venien de Bandar Rig. Al segle xvii els anglesos i van establir una factoria. Vers el 1900 tenia 200 habitants quasi tots àrabs Dhahuriyyin, aliats per matrimoni als Bani Shatayr Shihuh de Kumzar (regió de Ras al Djibal a Oman) que vivien de l'extracció de sal exportada a Qeshm i a Oman i de la ramaderia de cabres. L'autoritat persa hi fou establerta el 1905/1906 quan es va construir l'edifici de la duana. Una part de la població eren adeptes al tsar i s'anomenaven localment ahl-i-hawa (gent del vent) sent els seus xeics d'origen africà. El 1986 fou bombardejada per Iraq durant la guerra entre Iran i Iraq. El 1987 els iranians hi van establir una base militar.